# Igreja de Klara
A Igreja de Santa Clara ou Igreja de Klara (em sueco:  Klara kyrka) é uma igreja no centro de Estocolmo.

A atual igreja foi construída no local do antigo convento de Santa Clara, fundado em 1280 pelos franciscanos.

No período da introdução do protestantismo na Suécia, o rei Gustavo Vasa mandou demolir a igreja original em 1527. A sua reconstrução teve início na forma atual em 1572, no reinado do rei João III, que a reinaugurou como igreja Luterana.

A torre principal tem 116 metros de altura.